# Poecilopharis moana
Poecilopharis moana är en skalbaggsart som beskrevs av Moser 1908. Poecilopharis moana ingår i släktet Poecilopharis och familjen Cetoniidae. Inga underarter finns listade i Catalogue of Life.